# KDStV Arminia Heidelberg
Die Katholische Deutsche Studentenverbindung Arminia Heidelberg (KDStV Arminia Heidelberg) ist eine 1887 in Heidelberg gegründete katholische deutsche Studentenverbindung. Sie gehört dem Cartellverband (CV) an. Zudem ist sie Mitglied im Marburger Kreis.

## Geschichte
Die KDStV Arminia wurde am 17. Juli 1887 an der Ruprecht-Karls-Universität Heidelberg gegründet und trat im selben Jahr als 17. Mitglied dem Cartellverband (CV) bei.
Die Universität Heidelberg war im 19. Jahrhundert stark liberal geprägt, was damals gleichbedeutend mit antiklerikal war. Daher gab es bis 1887 keine farbentragende katholische Verbindung an der ältesten Universität im damaligen Deutschen Reich. Die Gründung erfolgte durch fünf in Heidelberg studierende Mitglieder des Cartellverbands. Einer der Gründer, der Philosoph August Messer, verarbeitete die Geschehnisse um die Gründung in seinem 1905 erschienenen Roman Katholische Studenten.
Bereits im Jahr 1909 stellte Arminia – das bislang einzige Mal allein – den Vorort des Cartellverbands mit dem Vorortpräsidenten Eduard Christmann.
1927 gelang der Bau des eigenen Verbindungshauses in der Klingenteichstraße oberhalb der Stadt.
1930 sah sich der Convent erstmals genötigt, festzustellen, dass eine Mitgliedschaft in der NSDAP mit den Prinzipien der Arminia unvereinbar sei und zum Ausschluss führe.
Im Jahre 1933 wurde aufgrund des Druckes der neuen Machthaber das Katholizitätsprinzip aufgehoben und als Bezeichnung „D. St. V.“ angenommen – tatsächlich blieb der katholische Charakter aber erhalten. 1935 wurde die Aktivitas zwangsweise aufgelöst; der Altherrenverband bestand noch bis 1938 weiter. Als Kuriosum kann angemerkt werden, dass der Eigenheimverein – der Eigentümerverein des Arminenhauses in Personalunion mit der Altherrenschaft – zwecks Liquidation des Hauses und Befriedigung der Verbindlichkeiten auf behördliche Anordnung wiederbegründet wurde und, da die Liquidation bis 1945 nicht beendet wurde, durchgehend weiterbestand.
1947 konnte der Aktivenbetrieb wieder aufgenommen werden.
Die mit dem Jahr 1968 verbundenen Studentenunruhen gingen auch an Arminia nicht spurlos vorbei. Die Zahl der Receptionen ging deutlich zurück, jedoch war der Einschnitt nicht so stark wie in anderen Korporationen, die die studentischen Traditionen weitgehend abschafften. Ab den 80er Jahren stabilisierte sich die Mitgliederzahl wiederum. Arminia zählt zu den traditionsbewussten Verbindungen im Cartellverband und vertritt diese Position im CV mit Nachdruck.
Im Jahre 1987 konnte das 100-jährige Stiftungsfest mit weit über 1000 Besuchern gefeiert werden.
Die Verbindungsmitglieder werden Heidelberger Arminen genannt. Arminia Heidelberg trägt – seit dem Übertritt der Austria Innsbruck und der Norica Wien in den ÖCV – die Nummer 15 in der verbandsinternen Reihenfolge der Cartellverbindungen. Die offizielle Abkürzung ist ArH.

## Arminenhaus

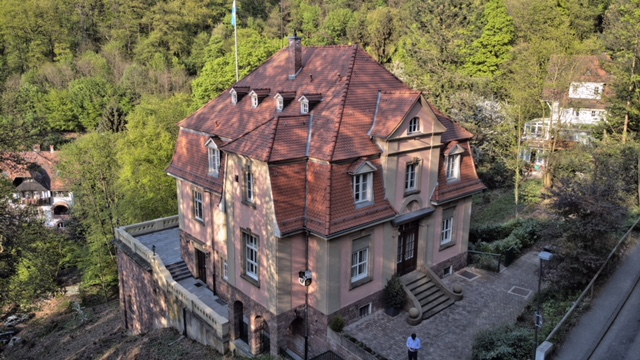
Das Arminenhaus im Sommersemester 2018.

Das Haus der K.D.St.V. Arminia Heidelberg wurde von 1925 bis 1927 vom Architekten Heinrich Gittermann in der Klingenteichstraße 21 errichtet. Anlässlich des 40. Stiftungsfestes wurde das Haus vom damaligen Senior August Neuburger eingeweiht. Zu dieser Feierlichkeit kamen auch der damalige päpstliche Nuntius Eugenio Pacelli, der Erzbischof von Freiburg Karl Fritz, der Oberbürgermeister der Stadt Heidelberg Ernst Walz und der Rektor der Universität Heidelberg Friedrich Panzer. Geplant war der Hausbau schon vor langer Zeit. Schon 1900 wurde eine Hausbau-Kasse eingerichtet und 1912 wurde die Eigenheim-Vereinigung Heidelberger Arminen (kurz: EVHA) gegründet. Jedoch verlor die EVHA ihr gesamtes Vermögen durch die Hyperinflation im Jahre 1923. Dennoch konnten bis 1925 die erforderlichen finanziellen Mittel, auch durch die Aufnahme hoher Verbindlichkeiten, bereitgestellt werden. Durch den Bau des Hauses erlebte die Verbindung mit 28 Neueintritten innerhalb eines Semesters den größten Zulauf in ihrer Geschichte. Nur 11 Jahre nach dem Bau wurde das Haus 1938 von der Geheimen Staatspolizei beschlagnahmt. Jedoch wurde es aufgrund der Schuldenlast in Höhe von 90.000,- Mk. mit dem Auftrag der Selbstliquidation in das Eigentum des zur Liquidation wiederbegründeten Eigenheim-Verein zurückgeführt. Dieses konnte bis zum Ende des Krieges gehalten werden, bis es 1945 von amerikanischen Soldaten beschlagnahmt wurde und zum Offiziersheim umfunktioniert wurde. Im Jahre 1953 wurde das Haus dann wieder an die Verbindung zurückgegeben. Seitdem wurden verschiedene Umbau- und Sanierungsmaßnahmen unternommen.
Das Haus verfügt über elf Studentenzimmer, die vermietet werden, einen Ballsaal, einen Kneipsaal, ein Konferenzzimmer, zwei Gesellschaftsräume, sowie im Keller über eine ehemalige Kegelbahn.

## Couleur, Wahlspruch und Wappen
Die Verbindung trägt die Farben Schwarz-Weiß-Blau, mit silberner Perkussion. Die Fuxenfarben sind Blau-Weiß-Blau. Das Kopfcouleur ist eine schwarze Tellermütze. Die Farben gehen dabei auf die beiden größten Staaten im neu geschaffenen Deutschen Kaiserreich zurück. Dabei steht schwarz und weiß für Preußen und weiß und (hell-)blau für Bayern.
Der Wahlspruch der nicht-schlagenden Arminia ist Vincit veritas!, was Die Wahrheit siegt! bedeutet.
Das Wappen ist in fünf Felder unterteilt. Dabei zeigt das Mittlere die Verbindungsfarben und den Zirkel. Die restlichen Felder sind um das Mittlere arrangiert und symbolisieren die Prinzipien der Verbindung. Dabei steht die Eule für die Wissenschaft (scientia), die verschlungenen Hände mit dem Gründungsdatum für die Freundschaft (amicitia), der Löwe und der Lorbeerkranz mit den Reichsfarben für das Vaterland (patria) und das Kreuz mit dem Wahlspruch für die Religion (religio). Das Wappen wurde vom damaligen Altherrensenior Rudolf Pol im Juni 1903, anlässlich des 16. Stiftungsfests, publiziert.

## Bekannte Mitglieder (Auswahl)

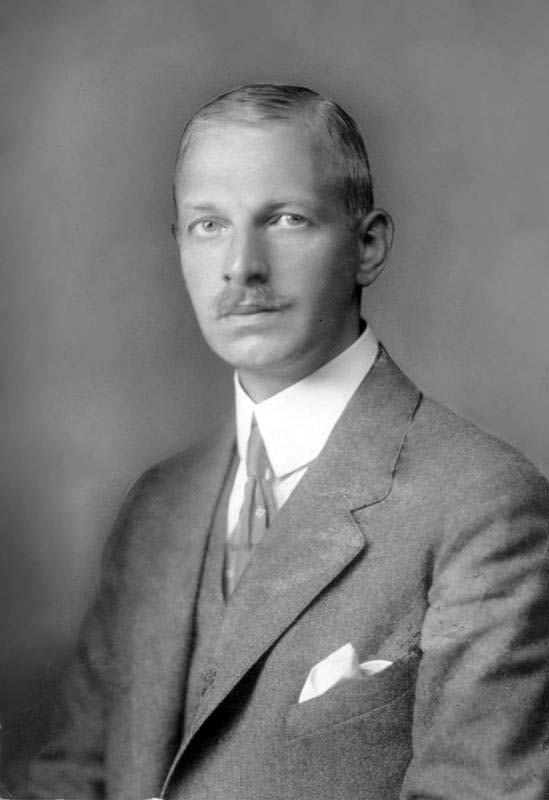
Wilhelm Cuno (1876–1933), 1922–1923 Deutscher Kanzler

- Wilhelm Cuno (1876–1933), 1922–1923 Deutscher KanzlerGustav Trunk (1871–1936), Zentrumspolitiker, badischer Minister und später Staatspräsident
- Karl Stützel (1872–1944), bayerischer Innenminister (1924–1933)
- Konrad Beyerle (1872–1933), Staatsrechtler, Rechtshistoriker und Politiker
- Wilhelm Cuno (1876–1933), Direktor der HAPAG und Reichskanzler der Weimarer Republik 1922–1923
- Eberhard Nickel (1900–1970), MdL Nordrhein-Westfalen (1950–1958)
- August Neuburger (1902–1999), MdB (1949–1961)
- Hermann Eyer (1906–1997), Hygieniker, Mikrobiologe und Hochschullehrer
- August Marx (1906–1990), Ökonom und Priester
- Edmund Banaschewski (1907–1992), Verleger
- Hugo Fink (1910–1986), bayerischer Innenstaatssekretär (1966–1970)
- Johannes Dyba (1929–2000), Erzbischof (Titular) und Bischof von Fulda von 1983 bis zu seinem Tod im Jahr 2000
- Karl Miltner (1929–2020), MdB (1969–1988) und Regierungspräsident des RB Karlsruhe (1988–1994)
- Winfried Brohm (1932–2012), Staats- und Verwaltungsrechtler, Hochschullehrer
- Hannspeter Disdorn (1934–2017), deutscher Botschafter in Albanien (1995–1999)
- Hans Küppers (1934–2009), Politiker und Stadtplaner
- Elmar Wadle (1938–2025), Rechtshistoriker, Vizepräsident des Verfassungsgerichtshof des Saarlandes
- Paul Kirchhof (* 1943), Richter des Bundesverfassungsgerichts a. D., Hochschullehrer
- Rolf W. Günther (* 1943), Ordinarius für Radiologische Diagnostik (1984–2010), Universitätsklinikum der RWTH Aachen
- Dieter Anders (1944–2023), Generalstaatsanwalt in Frankfurt am Main
- Norbert Herr (1944–2021), MdB (1993–1994), MdL Hessen (1995–2013)
- Ernst Klar (* 1952), Chirurg und Hochschullehrer
- Bernhard Eitel (* 1959), Geograph und Rektor der Ruprecht-Karls-Universität zu Heidelberg
- Joachim Rumstadt (* 1965), Geschäftsführer des Stromerzeugers STEAG

## Marburger Kreis
Arminia Heidelberg gehört dem Marburger Kreis an, einer couleurstudentischen Interessengemeinschaft der ältesten Verbindungen innerhalb des Cartellverbandes (CV). Während sich der Marburger Kreis anfänglich (ab 1986) zusammenfand, um die damals personell geschwächte VKDSt Rhenania Marburg zu stützen, steht heutzutage das gemeinsame Bestreben im Vordergrund, dem Verfall couleurstudentischer Sitten entgegenzuwirken und das Katholizitätsprinzip innerhalb des CV zu stärken.
Der Marburger Kreis besteht aus den folgenden Mitgliedsverbindungen:
- AV Guestfalia Tübingen (1859)
- KDStV Bavaria Bonn (1844)
- KDStV Markomannia Würzburg (1871)
- KDStV Hercynia Freiburg im Breisgau (1873)
- VKDSt Rhenania Marburg (1879)
- KDStV Arminia Heidelberg (1887)

Der Marburger Kreis veranstaltet jedes Wintersemester eine reihumgehende Ringveranstaltung.